# Raon-lès-Leau
Raon-lès-Leau település Franciaországban, Meurthe-et-Moselle megyében. Lakosainak száma 39 fő (2022. január 1.). Raon-lès-Leau Raon-sur-Plaine, Grandfontaine és Bionville községekkel határos.

## Népesség
A település népessége az elmúlt években az alábbi módon változott:
| Lakosok száma | 47   | 16   | 24   | 37   | 40   | 41   | 38   | 37   | 38   | 39   |
|               | 1968 | 1982 | 1990 | 2006 | 2013 | 2015 | 2017 | 2019 | 2020 | 2022 |